# Louise Chevalier

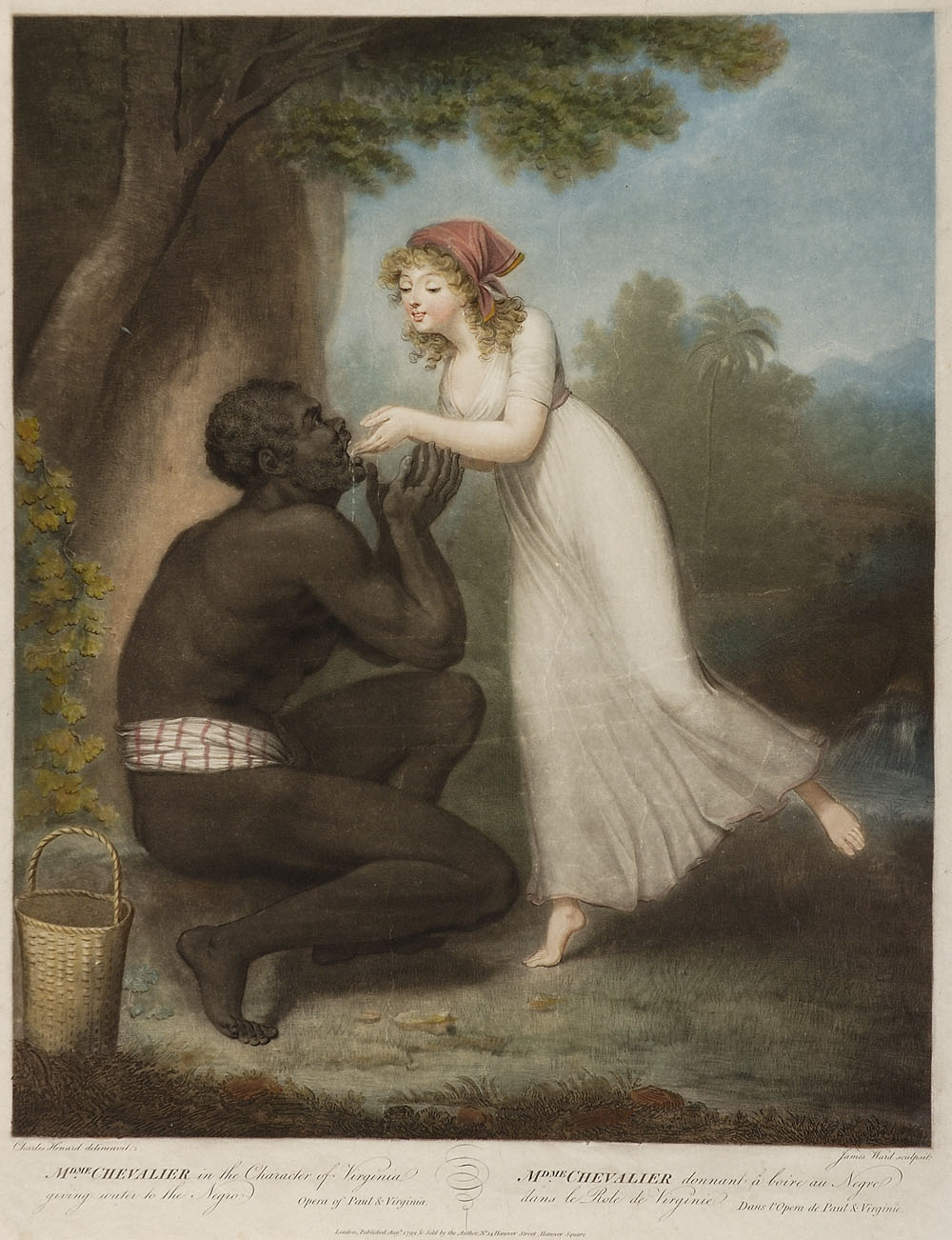
Louise Chevalier i rollen som Virginia. 1799

Louise Chevalier, född 1774, död okänt år (efter 1801), var en fransk skådespelare. Hon var verksam i Ryssland mellan 1797 och 1801, där hon utpekades både som mätress till tsar Paul och som fransk spion. 